# Temporada 1961-62 de los Chicago Packers
La temporada 1961-62 fue la primera de los Chicago Packers en la NBA, y la única con esa denominación. La temporada regular acabó con 18 victorias y 62 derrotas, ocupando el quinto y último puesto de la División Oeste, no logrando clasificarse para los playoffs.

## Elecciones en elDraft
| Ronda | Puesto | Jugador      | Posición  | Nacionalidad   | Universidad       |
| ----- | ------ | ------------ | --------- | -------------- | ----------------- |
| 1     | 1      | Walt Bellamy | Pívot     | Estados Unidos | Indiana           |
| 2     | 18     | Jack Turner  | Escolta   | Estados Unidos | Louisville        |
| 2     | 19     | Jerry Graves | Alero     | Estados Unidos | Mississippi State |
| 2     | 20     | York Larese  | Base      | Estados Unidos | North Carolina    |
| 2     | 21     | Don Kojis    | Alero     | Estados Unidos | Marquette         |
| 2     | 22     | Doug Moe     | Escolta   | Estados Unidos | North Carolina    |
| 2     | 23     | Jeff Cohen   | Pívot     | Estados Unidos | William & Mary    |
| 3     | 32     | Bill Bridges | Ala-Pívot | Estados Unidos | Kansas            |
| 5     | 50     | Howie Carl   | Base      | Estados Unidos | DePaul            |
| 10    | 91     | Larry Comley | Base      | Estados Unidos | Kansas State      |

## Temporada regular
| División Oeste       | División Oeste | División Oeste | División Oeste | División Oeste | División Oeste | División Oeste | División Oeste | División Oeste |
| Equipo               | G              | P              | %              | PD             | Casa           | Fuera          | Neutral        | Div            |
| -------------------- | -------------- | -------------- | -------------- | -------------- | -------------- | -------------- | -------------- | -------------- |
| x-Los Angeles Lakers | 54             | 26             | .675           | –              | 26–5           | 18–13          | 10–8           | 33–13          |
| x-Cincinnati Royals  | 43             | 37             | .538           | 11             | 18–13          | 14–16          | 11–8           | 29–17          |
| x-Detroit Pistons    | 37             | 43             | .463           | 17             | 16–14          | 8–17           | 13–12          | 24–22          |
| St. Louis Hawks      | 29             | 51             | .363           | 25             | 19–16          | 7–27           | 3–8            | 16–30          |
| Chicago Packers      | 18             | 62             | .225           | 36             | 9–19           | 3–20           | 6–23           | 10–30          |

## Estadísticas
| Rk | Jugador           | Edad | P  | PT | MP   | TC   | TCI  | %TC  | 3P | 3PI | %3P | TL  | TLI  | %TL  | RO | RD | RT   | AS  | RB | TAP | BP | FP  | PTS  |
| 1  | Walt Bellamy      | 22   | 79 |    | 42.3 | 12.3 | 23.7 | .519 |    |     |     | 6.9 | 10.8 | .644 |    |    | 19.0 | 2.7 |    |     |    | 3.6 | 31.6 |
| 2  | Slick Leonard     | 29   | 70 |    | 35.2 | 6.0  | 16.1 | .375 |    |     |     | 4.0 | 5.3  | .752 |    |    | 2.8  | 5.4 |    |     |    | 2.7 | 16.1 |
| 3  | Andy Johnson      | 29   | 71 |    | 30.9 | 5.1  | 11.5 | .448 |    |     |     | 4.0 | 6.4  | .628 |    |    | 4.9  | 3.2 |    |     |    | 3.5 | 14.3 |
| 4  | Barney Cable      | 26   | 15 |    | 33.2 | 5.5  | 14.5 | .378 |    |     |     | 2.8 | 3.9  | .712 |    |    | 5.5  | 2.1 |    |     |    | 3.7 | 13.7 |
| 5  | Ralph Davis       | 23   | 77 |    | 25.9 | 4.7  | 11.4 | .413 |    |     |     | 0.9 | 1.3  | .689 |    |    | 2.1  | 3.2 |    |     |    | 2.4 | 10.4 |
| 6  | Charlie Tyra      | 26   | 78 |    | 20.6 | 2.5  | 6.8  | .361 |    |     |     | 1.7 | 2.7  | .621 |    |    | 7.8  | 1.1 |    |     |    | 2.7 | 6.7  |
| 7  | Horace Walker     | 24   | 65 |    | 20.5 | 2.3  | 6.8  | .339 |    |     |     | 2.2 | 3.0  | .725 |    |    | 7.2  | 1.1 |    |     |    | 3.0 | 6.7  |
| 8  | Howie Carl        | 23   | 31 |    | 12.3 | 2.2  | 6.5  | .333 |    |     |     | 1.2 | 1.6  | .706 |    |    | 1.3  | 1.8 |    |     |    | 1.3 | 5.5  |
| 9  | Jack Turner       | 22   | 42 |    | 13.5 | 2.0  | 5.3  | .380 |    |     |     | 0.8 | 1.0  | .762 |    |    | 2.0  | 1.0 |    |     |    | 1.2 | 4.8  |
| 10 | Dave Piontek      | 27   | 45 |    | 13.6 | 1.8  | 5.0  | .369 |    |     |     | 0.9 | 1.3  | .661 |    |    | 3.4  | 0.7 |    |     |    | 2.0 | 4.6  |
| 11 | York Larese       | 23   | 8  |    | 7.1  | 1.3  | 2.6  | .476 |    |     |     | 0.6 | 1.1  | .556 |    |    | 0.8  | 1.1 |    |     |    | 1.0 | 3.1  |
| 12 | George Bon Salle  | 26   | 3  |    | 3.0  | 0.7  | 2.7  | .250 |    |     |     | 0.0 | 0.0  |      |    |    | 0.7  | 0.0 |    |     |    | 0.0 | 1.3  |
| 13 | Archie Dees       | 25   | 13 |    |      |      |      |      |    |     |     |     |      |      |    |    |      |     |    |     |    |     |      |
| 14 | Joe Graboski      | 32   | 12 |    |      |      |      |      |    |     |     |     |      |      |    |    |      |     |    |     |    |     |      |
| 15 | Si Green          | 28   | 57 |    |      |      |      |      |    |     |     |     |      |      |    |    |      |     |    |     |    |     |      |
| 16 | Vern Hatton       | 26   | 15 |    |      |      |      |      |    |     |     |     |      |      |    |    |      |     |    |     |    |     |      |
| 17 | Woody Sauldsberry | 27   | 49 |    |      |      |      |      |    |     |     |     |      |      |    |    |      |     |    |     |    |     |      |